# Lamberto II di Hesbaye
Lamberto II di Hesbaye (669 – 741) fu conte di Haspengau (Hesbaye).

## Biografia
L'identità del padre di Lamberto rimane incerta, ma le teorie prevalenti lo identificano come Crodoberto II, cancelliere del regno franco o come un figlio di questo. Una teoria alternativa lo renderebbe figlio di Guerino di Poitou e Gunza, anche se questo non è probabile. 
Alla sua morte, Lamberto fu succeduto come conte di Hesbaye da suo figlio Roberto. 

## Famiglia e figli
Lamberto era sposato con Clotilde, figlia di Teodorico III, ed ebbero tre figli: 
- Landrada, che sposò Sigramnus, conte di Hesbaye
- Roberto I, duca di Neustria e conte di Hesbaye
- Rotrude di Treviri, che sposò Carlo Martello. Essa fu dunque una nonna di Carlo Magno.

## Ascendenza
|                        |   |                      | Genitori |  |  | Nonni |  |  | Bisnonni              |  |  | Trisnonni            |  |
|                        |   |                      |          |  |  |       |  |  | Crodoberto I di Tours |  |  | Cariberto di Hesbaye |  |
|                        |   |                      |          |  |  |       |  |  | Crodoberto I di Tours |  |  | Cariberto di Hesbaye |  |
|                        |   | Wulfgurd             |          |  |  |       |  |  | Crodoberto I di Tours |  |  |                      |  |
| Lamberto I di Hesbaye  |   |                      |          |  |  |       |  |  | Crodoberto I di Tours |  |  |                      |  |
|                        |   | Glismonda di Baviera | …        |  |  |       |  |  |                       |  |  |                      |  |
|                        |   | Glismonda di Baviera | …        |  |  |       |  |  |                       |  |  |                      |  |
|                        |   | Glismonda di Baviera | …        |  |  |       |  |  |                       |  |  |                      |  |
| Crodoberto II          |   | Glismonda di Baviera |          |  |  |       |  |  |                       |  |  |                      |  |
|                        |   | …                    | …        |  |  |       |  |  |                       |  |  |                      |  |
|                        |   | …                    | …        |  |  |       |  |  |                       |  |  |                      |  |
|                        |   | …                    | …        |  |  |       |  |  |                       |  |  |                      |  |
| …                      |   | …                    |          |  |  |       |  |  |                       |  |  |                      |  |
|                        |   | …                    | …        |  |  |       |  |  |                       |  |  |                      |  |
|                        |   | …                    | …        |  |  |       |  |  |                       |  |  |                      |  |
|                        |   | …                    | …        |  |  |       |  |  |                       |  |  |                      |  |
| Lamberto II di Hesbaye |   | …                    |          |  |  |       |  |  |                       |  |  |                      |  |
|                        | … | …                    |          |  |  |       |  |  |                       |  |  |                      |  |
|                        | … | …                    |          |  |  |       |  |  |                       |  |  |                      |  |
|                        | … | …                    |          |  |  |       |  |  |                       |  |  |                      |  |
| …                      | … |                      |          |  |  |       |  |  |                       |  |  |                      |  |
|                        |   | …                    | …        |  |  |       |  |  |                       |  |  |                      |  |
|                        |   | …                    | …        |  |  |       |  |  |                       |  |  |                      |  |
|                        |   | …                    | …        |  |  |       |  |  |                       |  |  |                      |  |
| Théodrada              |   | …                    |          |  |  |       |  |  |                       |  |  |                      |  |
|                        |   | …                    | …        |  |  |       |  |  |                       |  |  |                      |  |
|                        |   | …                    | …        |  |  |       |  |  |                       |  |  |                      |  |
|                        |   | …                    | …        |  |  |       |  |  |                       |  |  |                      |  |
| …                      |   | …                    |          |  |  |       |  |  |                       |  |  |                      |  |
|                        |   | …                    | …        |  |  |       |  |  |                       |  |  |                      |  |
|                        |   | …                    | …        |  |  |       |  |  |                       |  |  |                      |  |
|                        |   | …                    | …        |  |  |       |  |  |                       |  |  |                      |  |
|                        |   | …                    |          |  |  |       |  |  |                       |  |  |                      |  |